# いのちの現場から
『「いのち」の現場から』（「いのち」のげんばから）は、かつて慶應義塾大学病院の婦長を務めた江川晴により1999年9月20日に小学館より刊行された長編医療小説、およびこれを原作としたテレビドラマシリーズ。

## 登場人物
横溝玲子
重症心身障害者の施設に勤務するベテラン看護婦。
原山由希江
地域医療を目指す公立病院に勤務するがん病棟の新人看護婦。
守田睦子
精神病院に勤務する中堅看護婦。
菅原美千代
国立大学付属病院に勤務する2年目の看護婦。

## 書誌情報
- 「いのち」の現場から（1999年9月20日、小学館、ISBN 978-4-09-387295-9）

## テレビドラマ
『いのちの現場から』と題して、毎日放送（MBS）制作によりTBS系の昼ドラマ（「ドラマ30」）枠で1992年から2001年まで放送されたテレビドラマシリーズ。全7作。放送時間は毎週月曜から金曜13:30 - 14:00 (JST)。第1シリーズは「ドラマ30」枠の第1作目となった。
主演は中村玉緒で、患者や看護師、医師からも絶大なる信頼が寄せられる看護師長・杉原園絵（中村）が、真田総合病院を舞台に様々な医療問題や患者の問題に取り組み解決していく。看護・医療とは何かを問いかける人気ドラマシリーズとなった。
『新・いのちの現場から』と題して、2004年3月から新しいエピソードが放送された。園絵は第7シリーズをもって真田総合病院を退職したが、高間病院に再就職し看護部長を務める。
ロケ地は、多根総合病院(建て替え前の病院)と市立吹田市民病院(2018年12月移転前の病院)が、使用されている。

### キャスト

#### 共通キャスト
杉原園絵
演：中村玉緒
元・真田総合病院総婦長、高間病院看護部長、春風診療所所長、明和大学付属看護学校講師。
看護師や患者、医者から絶大なる信頼を寄せられる「伝説のナース」と呼ばれる看護師。実兄を看取った看護婦の姿にあこがれ看護師に。関東医大看護師時代に同じ職場の医師・佐藤晋吾と交際、結婚を誓い合うも、周囲の反対により別れることに。その後教師と結婚し娘もいたが、家庭と仕事の両立に失敗し離婚、白衣を着るという選択を取る。元・関東医大の教授・真田信一郎と共に「真田総合病院」の創設に参画、初代（・第3代）総婦長となる。総婦長になって以降は（ナースの）お母さん、神様と言われる程、温厚な接し方で部下に慕われるが、本来は意外にも、過去に勤めた病院の主任時代のように「鬼の主任」と呼ばれるぐらい、仕事に厳しいプロ根性を持つ。総婦長時代は、3階主任は原則、仕事にはシビアな主任を就かせているのは自身の経験によるところがある。
真田総合病院を定年退職してから2年後、市民農園で知り合った高間病院院長・高間良介に「看護部長」としてスカウトされ、さまざまな病院改革を成し遂げる。
大沢福子
演：久保田磨希
元・真田総合病院看護師、高間病院看護師。
『いのちの現場から』第5シリーズより新人看護師として登場。大きな体で食欲旺盛。結婚したがすぐに離婚。
光石大輔
演：鴈龍太郎 
元・真田総合病院夜勤医、高間病院外科・内科医。
「国境なき医師団」のメンバーでもある。元々内科医だったが、戦場での手術経験も豊富で外科医としての資質もあり、「新いのち - 1」では外科医として登場、「新いのち - 2」では渡航先で地雷に被爆。左目を失明などし、医師生命を絶たれそうだったときに園絵に救われ、春風診療所で勤めだす。
児玉浩
演：佐川満男
元・真田総合病院外科部長
自分の執刀で妻を死なせてしまったという過去があり、一線を退いた時期があるが第4シリーズで外科部長に就任。心臓外科を専門とする外科医。第3シリーズまでは真田病院の看護婦の溜まり場「クラブ・エンジェル」のマスターだった。「新・いのち - 2」で、脳梗塞で半身麻痺になった際に春風診療所に介護申請をしたのをきっかけに園絵と再会する。

#### 『いのちの現場から』シリーズ
伊東玲子
演：沖直美（現在：沖直未）
真田総合病院3階混合病棟元看護主任。
第1シリーズ - 第3シリーズの間、看護主任をする、元祖・鬼の主任。ただ、（早苗以外の）歴代の主任同様、仕事以外や部下がピンチになった時は温かくナースを見守る。途中、故郷・沖縄の診療所の手伝いに行くため真田病院を離れるが第2シリーズ後半で復帰。しかし、第3シリーズ前半で過労で倒れ戦線離脱する形で病院を去る。
真田信一郎
演：高松英郎
真田総合病院の初代院長
『患者本位の医療』を目指すために大学病院の教授の座を捨て、真田総合病院を創設。その際、園絵を総婦長に招致した。第2シリーズで脳腫瘍に侵され8話で亡くなる。
広岡久美
演：吉本真由み
真田総合病院院長・小児科部長。
真田総合病院の初代院長の娘であり小児科医。父の逝去を受け、院長に就任。一度は妊娠するも、流産した経験がある。まだ若く、それ故病院運営の手腕を問われる。
広岡孝幸
演：朝日完記
真田総合病院事務長。
院長・広岡久美の夫。合理的な経営を目指しており、院長の久美とはまた折り合いも悪く離婚の噂が常に流れている。
長沢小太郎
演：国木田かっぱ
元真田総合病院外科医。
第6シリーズで病院を去る。
片桐直行
演：篠塚勝
真田総合病院非常勤外科医
第1シリーズに出演。肺のオペ専門。第1シリーズの後半に、肺がんに侵され、亡くなる。36話で入院中に医師の手が足りなくて、緊急オペした患者が、最後のオペとなる。
安西和彦
演：金竹雅浩
真田総合病院外科医
第1シリーズ - 第3シリーズに出演。
吉田秀行
演：妹尾和夫
真田総合病院外科医
第2シリーズ - 第3シリーズに出演。ヘビースモーカーで一流の外科医である。
三田村隆
演：楠年明
真田総合病院内科部長。
橘喜美夫
演：松浦達也
真田総合病院内科医。
三輪悌一
演：沖田さとし
真田総合病院心療内科医。
真田総合病院の心療内科医。患者や看護婦のメンタル面でのバックアップにつとめる。
大久保早苗
演：徳田尚美
真田総合病院3階混合病棟元看護主任。
3階混合病棟では唯一、子持ちの看護婦でもある。歴代の主任とは違い、部下には常に優しく接するのがモットー。第5シリーズで息子の補導を機に辞職を決意するも園絵の配慮により配置転換により別のセクションに異動。
水木悦子
演：飯島順子
真田総合病院救急外来看護主任。
元は3階混合病棟の看護師。
「新・いのちの現場から2」では春日リカ役で出演
樋口
演：佐戸井けん太
真田総合病院の新院長。合理化を目指し、総婦長・杉原の排除を図るも猛反発する看護婦たちの反乱を招き、104人の看護婦による辞表総提出により杉原の解任は撤回される。自身が主治医を務めた患者の容体が急変した夜、柴田と共に過ごしており、医師たちの非難を浴びる。
柴田智子
演：山崎千恵子
樋口配下の看護婦。3階混合病棟の臨時主任として就任し、看護婦たちに厳しく接する。しかし、杉原の排除に失敗した挙げ句、患者を死なせたことで責任を問われた樋口と共に病院を去る。
小泉理絵
演：秋本奈緒美
真田総合病院3階混合病棟元看護主任。
辞職し神戸の病院に。真田総合病院の3階混合病棟の新しい主任に就任するが、杉原を排除しようとする新院長・樋口のスパイだと誤解され、辞表の集団提出に誘って貰えなかったと香川にこぼす。
香川
演：太川陽介
樋口の義弟。ボストン癌センターで研鑽を積んだ優秀な外科医であり、樋口の要請で真田総合病院に着任したが、亡き姉の事故死は樋口の女癖の悪さを苦にした自殺だと考えていた。建設事務所に勤める親友・倉田（蝙蝠襲）が吐血して運び込まれ、社長・牧原（芝本正）とその娘で倉田の婚約者・翠（上野みさ）に見限られ、末期の胃癌で全身に転移もあり手の施しようもない倉田を看取ることになる。郷里の九州にいる父親に弥生との結婚を報告し、倉田が結婚を予定していた日に式を挙げた。
橋口弥生
演：濱田佳奈
杉原を慕う看護婦の一人。「国境なき医師団」として中央アフリカに旅立つ光石（鴈龍太郎）のスナック「エンジェル」で開かれた送別会で泥酔して香川に絡み、噂になってしまうが、紆余曲折の末に、香川と婚約する。
北見涼子
演：辻沢杏子
真田総合病院3階混合病棟看護主任。
末期癌でホスピスに入っていたが、奇跡的に癌が消えて真田総合病院に復帰。
手塚今日子
演：山下容莉枝
真田総合病院3階混合病棟看護主任
第5シリーズ後半に出演。
津田律子
演：高樹澪
真田総合病院3階混合病棟看護主任
第2シリーズ前半に出演。
瀬木ひろみ→上田ひろみ
演：石塚さと子
真田総合病院3階混合病棟看護師。
関西出身。第3シリーズからは病院でも関西弁を話す。看護師として10年近く経験を積む。第4シリーズで婚約、第5シリーズで姓がかわった。仕事と家庭の両立に悩んだこともある。
寺田留美子→林留美子
演：舟木幸
元・真田総合病院3階混合病棟看護師。
ひろみと同期でナースになった親友。感情的に行動しやすく、同僚や患者とも衝突が多い。第4シリーズで結婚。第6シリーズ以降は登場していない。
宋春恵
演：魏涼子
真田総合病院3階混合病棟看護師。
中国人三世。興奮すると中国語が出てくることもある。医師との不倫経験があった。

#### 『新・いのちの現場から』シリーズ
高間良介
演：石田太郎
高間病院院長。
アフガニスタンで診療所作りに携わっていた。
高間由希子
演：大島さと子
高間病院内科・小児科医。
高間良介の娘。病院のルールに則って仕事をするのが信条だが、段々と変化が…。
坂本杏子→岩本杏子
演：中島ひろ子
元高間病院看護師主任、春風診療所看護師。
高間病院時代は次期看護部長と目されたが、園絵の登場により看護部長のポスト就けずに反発していたがやがて理解し、入院患者と後に結婚。出産した子供に、（園絵から一字採り）「絵（カイ）」と名づけるくらい園絵を尊敬している。出産から2年後、春風訪問看護センターに職場復帰する。
吉住篤子
演：川俣しのぶ
高間病院非常勤看護師。
大学病院に勤めていた経験もあるが、夫の仕事の都合で非常勤職に。夫を肺癌で亡くす。
安原美佳
演：出口結美子
高間病院看護師。
看護師をしているのはお金をためてイタリアンレストランを開くためだと言って憚らない。
小林佐恵
演：松本麻希
高間病院看護師。
「コバンザメ」という影のあだ名をつけられている。主任の坂本杏子にベッタリだから、らしい。
川越剛
演：山田かつろう
高間病院看護師。
唯一男性の看護師。言葉は女っぽい。
今西由里
演：大蔵淳子
高間病院看護師。新人。
音大を出て看護師になったという異色の経歴を持つ。新人ゆえ、ミスも多い。
桜沢俊介
演：萩野崇
高間病院外科医。
大学病院でも診療に当たっている。週に2,3度高間病院で外来診察を受け持っている。

#### 『新・いのちの現場から2』
佐藤卓郎
演：山田純大
春風訪問看護センター外科医。
父親への反発から関東医科大学付属病院の医長のポストを蹴って、友人の桜沢家に転がり込み酒浸りの日々を送る。成り行きで訪問看護センターの医師として働くが、時に患者に冷たい態度を取ったりする。
佐藤晋吾
演：近藤正臣
関東医科大学付属病院医師連合会副院長。
中津川五郎
演：石倉三郎
絹子
演：正司照枝

### スタッフ

#### 番組テーマ曲
- おんな坂 / 中村玉緒（第1シリーズ）
- ふぞろいの人生 / 杉田二郎（第2シリーズ）
- 青空の迷子たち / 嘉納ひろし（第3シリーズ）
- 乾いた花びら / 小林旭（第4シリーズ）
- アメリカ橋 / 山川豊（第5シリーズ）
- アメリカ橋〜デュエット〜 / 山川豊・平尾昌晃（第6シリーズ）
- 泣かないで / 山川豊（第7シリーズ）
- everlove / FANATIC◇CRISIS（新・いのち）
- みつけるよ / ビリケン（新・いのち2）

第1シリーズは、ドラマ30第1弾という企画モノ的な扱いが色強く、多彩なキャスティングと共に、主演である中村玉緒が唄っていた。それ以後は、プロデューサーの意向もあり、おんな心を歌うという趣旨から、男性歌手が歌う傾向にある。第7シリーズまでは歌謡曲路線であったが、通算8作目にあたる「新・いのち-」からはニューミュージックに路線が転換した模様。また、新・いのちの主題歌を担当したFANATIC◇CRISISは以前中村玉緒が主演で出演したドラマ「愛は正義」でも主題歌を担当した縁がある。

### 製作
2001年12月25日、第7シリーズまでの脚本を担当していた鴨井達比古の逝去により『いのちの現場から』のシリーズとしては第7シリーズで終了、シリーズ途中から鴨井の愛弟子・鍋島久美子も共同で脚本を執筆したが第7シリーズを以って降板するが、2004年3月から『新・いのちの現場から』として新しいエピソードが放送された。脚本は中村が以前出演したNHK連続テレビ小説『すずらん』を書いた清水有生が担当し、これまでの登場人物の設定は忠実に引き継がれた。続編で2006年4月3日から放送された通算9作目かつシリーズ最終作である『新・いのちの現場から2』も清水有生が脚本を担当。
第1シリーズ - 第7シリーズでは、各シリーズ4人前後の患者に焦点を当て、各患者が交錯する形で描かれた。
『新・いのち－』では1週完結方式を採りながらも患者間のコミュニケーションも描かれるというシリーズの伝統も踏襲された。本シリーズでの"お約束"として、一部を除いて主任看護師が、同じシリーズ中にそれぞれ何らかの理由を抱える形で交代していった。『新・いのち－』でも最終回で、坂本杏子が産休に入るのに伴い、吉住篤子が主任代理として交代する場面があった。

### 放送日程
シリーズのナンバリングで、「いのちの現場から (2)」と「いのちの現場から (3)」は正式にはローマ数字 (II,III) で表記されている。
| 番組名                | 放送日                        | 備考 |
| --------------------- | ----------------------------- | --- |
| いのちの現場から      | 1992年4月6日 - 5月29日        | 最終回で杉原園絵（中村玉緒）が一旦真田総合病院を自主退職。                                                                                            |
| いのちの現場からII    | 1994年1月31日 - 3月25日       | 前院長がグリオーマ（神経芽腫）で死去。前院長の生前の遺志により、園絵が真田総合病院に復帰。                                                            |
| いのちの現場からIII   | 1995年10月2日 - 11月24日      | 院長が一時的に変わったことがある。後半、園絵が過労で倒れてしまう（、終盤で完治、復帰）。このシリーズからステレオ放送                                  |
| いのちの現場から4     | 1996年12月2日 - 1997年1月31日 | |
| いのちの現場から5     | 1998年3月30日 - 5月29日       | 園絵の親友で、光石大輔（鴈龍太郎）の実母である辻綾子が脳幹グリオーマで死去。光石大輔初登場。                                                          |
| いのちの現場から6     | 1999年9月27日 - 11月26日      | 外部から来た新院長に園絵がリストラされそうになるが大半のナースの反発によりリストラを免れる。その後院長は失脚、再び広岡久美が院長に。                  |
| いのちの現場から7     | 2001年5月28日 - 7月27日       | このシリーズをもって『いのちの現場から』シリーズは一旦終了。                                                                                          |
| 新・いのちの現場から  | 2004年3月29日 - 5月28日       | 通算8作目。真田総合病院を定年退職後に､高間良介（石田太郎）と出会い、高間病院の看護部長として再就職。                                                  |
| 新・いのちの現場から2 | 2006年4月3日 - 5月26日        | 通算9作目、シリーズ最終作。園絵は改革を成し遂げた高間病院を退職し、看護学校の講師に。そこに高間良介から訪問看護センターを紹介される。ハイビジョン番組 |

| 毎日放送・中部日本放送をはじめとするTBS系列 平日13:30 - 14:00 | 毎日放送・中部日本放送をはじめとするTBS系列 平日13:30 - 14:00 | 毎日放送・中部日本放送をはじめとするTBS系列 平日13:30 - 14:00 |
| 前番組 | 番組名                                                        | 次番組                                                        |
| --- | ------------------------------------------------------------- | ------------------------------------------------------------- |
| 命みじかくIII 【ここまで妻そして女シリーズ枠】 【ここまで毎日放送が単独で製作】愛らぶ家族〜我が家のジグソーパズル〜 【ここまで中部日本放送連続ドラマ枠】 【ここまで中部日本放送が単独で製作】 | いのちの現場から （1992.4.6 - 5.29） 【ここからドラマ30枠】   | 許されぬ唄 （1992.6.1 - 7.31）                                |
| 愛のたくらみ （1993.11.29 - 1994.1.28） | いのちの現場からII （1994.1.31 - 3.25）                       | 婚姻関係 （1994.3.28 - 5.27）                                 |
| にっぽん国恋愛事件 （1995.7 - 9.29） | いのちの現場からIII （1995.10.2 - 11.24）                     | トツゼン親娘 （1995.12.1 - 1996.1）                           |
| 愛がほしい （1996.9 - 11.29） | いのちの現場から4 （1996.12.2 - 1997.1.31）                   | のんちゃんのり弁 （1997.2.3 - 3.28）                          |
| 車いすの金メダル （1998.2.2 - 3.27） | いのちの現場から5 （1998.3.30 - 5.29）                        | のんちゃんのり弁2 （1998.6.1 - 7.31）                         |
| キッズ・ウォー〜ざけんなよ〜 （1999.8.2 - 9.24） | いのちの現場から6 （1999.9.27 - 11.26）                       | アゲイン〜ラヴ・ソングをもう一度〜 （1999.11.29 - 2000.1.28） |
| コンビにまりあ （2001.4.2 - 5.25） | いのちの現場から7 （2001.5.28 - 7.27）                        | キッズ・ウォー3〜ざけんなよ〜 （2001.7.30 - 9.28）            |
| 桜咲くまで （2004.1.26 - 3.26） | 新・いのちの現場から （2004.3.29-5.28）                       | 冗談でしょッ!離婚予定日 （2004.5.31 - 7.30）                  |
| 銭湯の娘!? （2006.1.30 - 3.31） | 新・いのちの現場から2 （2006.4.3 - 5.26）                     | 新キッズ・ウォー2 （2006.5.29 - 7.28）                        |